# Schleinitz (Schobergruppe)
Die Schleinitz ist ein Berg in der südlichen Schobergruppe in Osttirol und beherrscht mit ihren 2904 m ü. A. das Lienzer Becken.

## Lage
Nach Südosten entsendet die Schleinitz den Neualplkamm (auch Neualplschneid) mit den Neualplseen (2438 m), der über die wenig bedeutenden Gipfel Goisele (2433 m, auch Gösselmandl), Schoberköpfl (2281 m) und Steinermandl bis zum Zettersfeld führt.
Westlich der Schleinitz, durch die Alkuser Scharte getrennt, liegt das Rotgabele (2696 m, auch Rotgebele), eigentlich nur die mächtige Schulter im Westgrat der Schleinitz.
Nach Nordwesten zieht sich der lange Schleinitzkamm über das Trelebitschtörl (2710 m) ins Herz der Schobergruppe, zur Alkuser Rotspitze (3053 m) und zum Hochschober (3242 m).
In der Südflanke der Schleinitz liegt die sogenannte Schleinitzmulde. Neben den Neualplseen im Osten liegen im Nordwesten der Alkuser See (2432 m), einer der schönsten der ganzen Schobergruppe, und im Norden der kleine Trelebitschsee (2336 m).

## Touristische Erschließung
Am 3. August 1798 erreichte der Regensburger Botaniker David Heinrich Hoppe als erster bekannter Tourist mit einem Bergführer den Gipfel. Er veröffentlichte hierzu einen kurzen Bericht im Botanischen Taschenbuch 1799.

## Zugang und Gipfel
Der Aufstieg startet praktischerweise vom Zettersfeld (1820 m), das von Lienz mittels einer Bergbahn leicht erreichbar ist. Zunächst führt der Weg über leichte Bergwiesen über das Steinermandl (2213 m) und vorbei am Goiselemandl (2433 m) zur Basis des Berges. Dort erwartet den Wanderer ein anstrengender Aufstieg ausschließlich über zwar markierte Blockhalden und Geröllfelder. In etwa 2850 m Höhe wird das Gipfelkreuz erreicht. Dieses befindet sich etwa 120 Meter südwestlich vom eigentlichen Gipfel. Zum und über den Gipfel führt ein Klettersteig in Richtung der Sattelköpfe (2697 m). Der Gipfel bietet einen schönen Ausblick auf den Talboden und die umstehenden Lienzer Unholde, wie die Lienzer Dolomiten im Volksmund manchmal genannt werden.

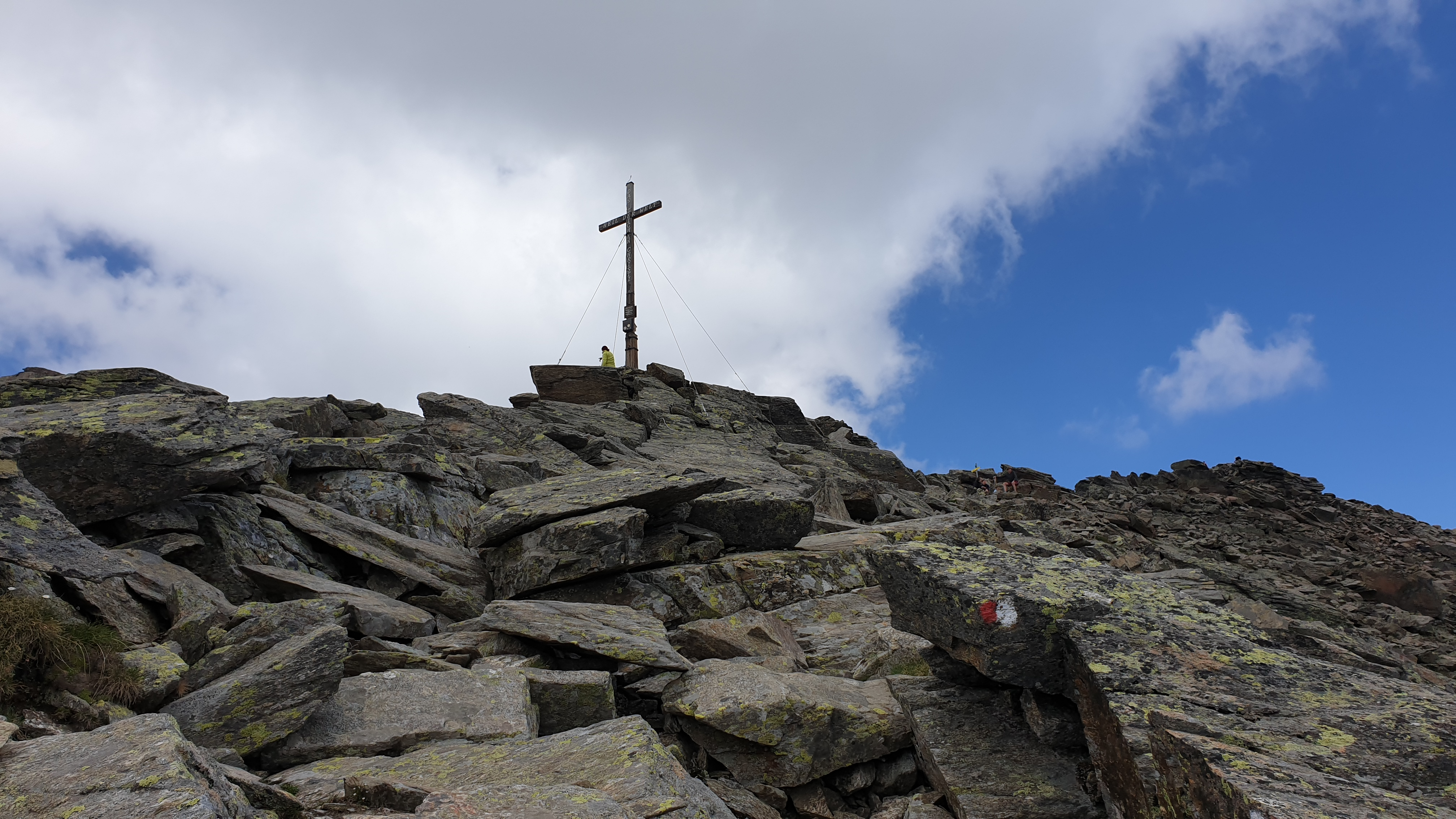
Gipfelkreuz
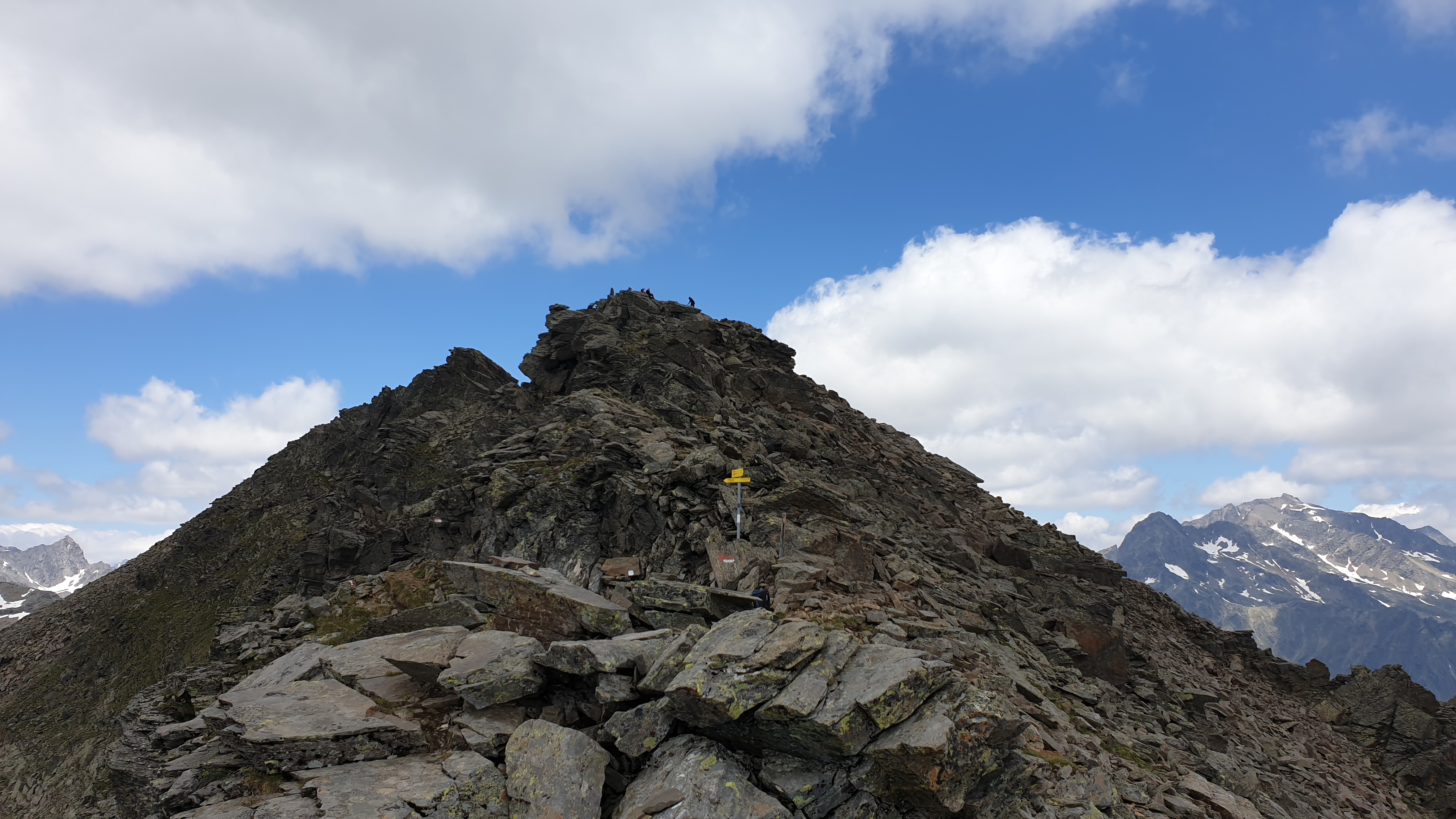
Gipfel – Blick vom Gipfelkreuz
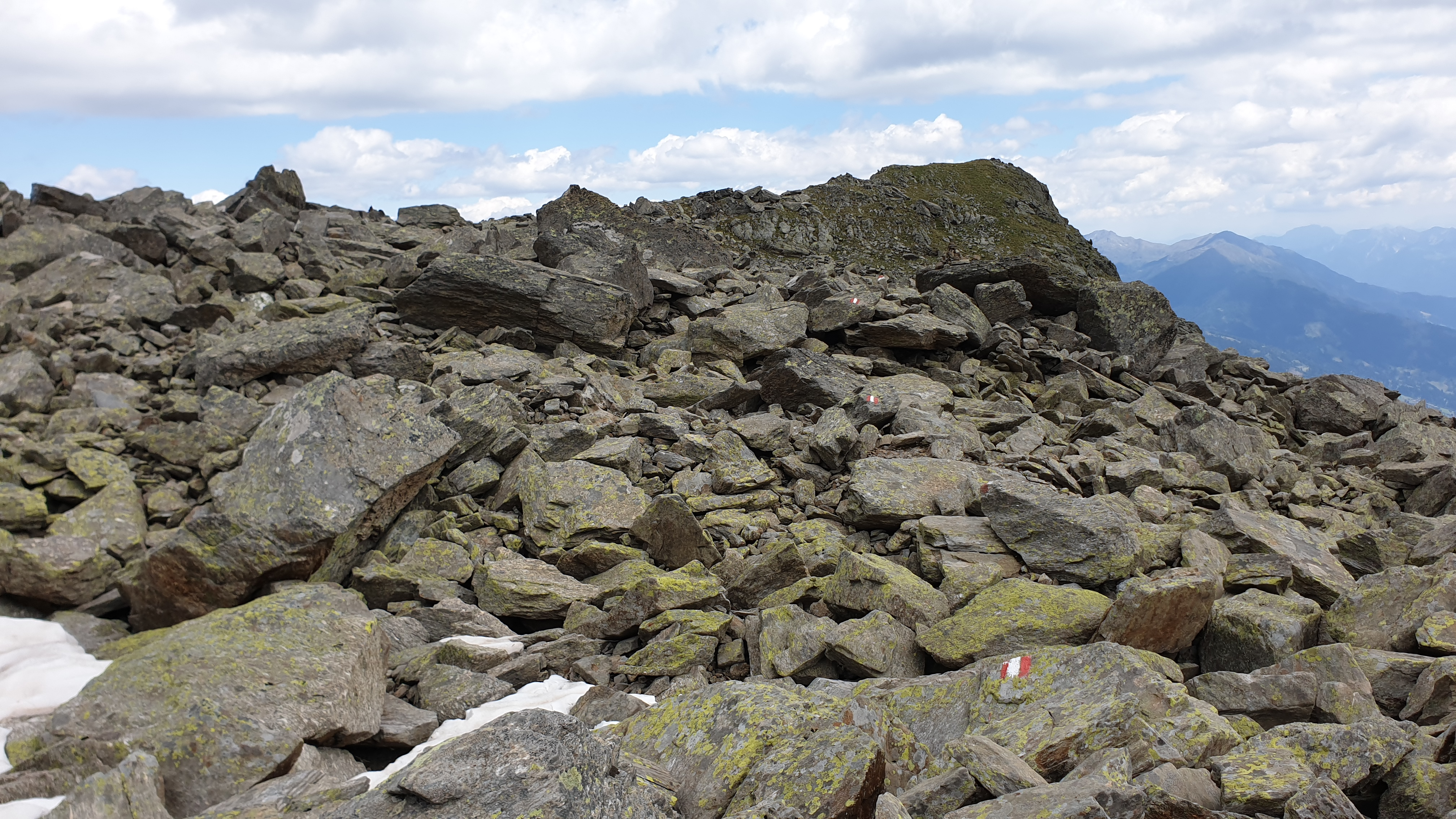
Aufstiegsweg